# CBX7
CBX7 (англ. Chromobox 7) – білок, який кодується однойменним геном, розташованим у людей на короткому плечі 22-ї хромосоми. Довжина поліпептидного ланцюга білка становить 251 амінокислот, а молекулярна маса — 28 341.
| 10         |  | 20         |  | 30         |  | 40         |  | 50         |
| ---------- |  | ---------- |  | ---------- |  | ---------- |  | ---------- |
| MELSAIGEQV |  | FAVESIRKKR |  | VRKGKVEYLV |  | KWKGWPPKYS |  | TWEPEEHILD |
| PRLVMAYEEK |  | EERDRASGYR |  | KRGPKPKRLL |  | LQRLYSMDLR |  | SSHKAKGKEK |
| LCFSLTCPLG |  | SGSPEGVVKA |  | GAPELVDKGP |  | LVPTLPFPLR |  | KPRKAHKYLR |
| LSRKKFPPRG |  | PNLESHSHRR |  | ELFLQEPPAP |  | DVLQAAGEWE |  | PAAQPPEEEA |
| DADLAEGPPP |  | WTPALPSSEV |  | TVTDITANSI |  | TVTFREAQAA |  | EGFFRDRSGK |
| F          |  |            |  |            |  |            |  |            |

A: Аланін

C: Цистеїн

D: Аспарагінова кислота

E: Глутамінова кислота

F: Фенілаланін

G: Гліцин

H: Гістидин

I: Ізолейцин

K: Лізин

L: Лейцин

M: Метіонін

N: Аспарагін

P: Пролін

Q: Глутамін

R: Аргінін

S: Серин

T: Треонін

V: Валін

W: Триптофан

Кодований геном білок за функціями належить до репресорів, регуляторів хроматину. 
Задіяний у таких біологічних процесах, як транскрипція, регуляція транскрипції. 
Локалізований у ядрі.